# .pw
.pw ist die länderspezifische Top-Level-Domain (ccTLD) des Staates Palau. Sie wurde am 12. Juni 1997 eingeführt. Für die technische Verwaltung war zunächst das Unternehmen EnCirca Inc. aus Massachusetts, Vereinigte Staaten zuständig, mittlerweile nimmt diese Aufgabe die Micronesia Investment and Development Corporation mit Sitz in Koror, Palau wahr. Der operative Betrieb erfolgt durch Directi.

## Neustart
Im Oktober 2012 wurde bekannt, dass Directi eine umfassende Änderung der Vergabekriterien plante. Diese wurden als eine Art Neustart der Domain beurteilt, im Zuge dessen die Endung als Synonym für professional web (Englisch) beworben werden soll. Die Vergabestelle folgt damit der Strategie von .ws und .tv, die neben ihrer länderspezifischen Bedeutung als Kürzel für Website respektive Television genutzt werden.
Seit dem 3. Dezember 2012 kann grundsätzlich jede natürliche oder juristische Person eine .pw-Domain registrieren. Ein Wohnsitz oder eine Niederlassung im Land sind nicht erforderlich. Die sogenannte Sunrise Period, im Rahmen derer Inhaber eingetragener Marken ihre Rechte an Domains sichern können, sollte zunächst am 8. Februar enden, wurde schließlich aber bis zum 15. Februar verlängert. Die allgemeine Einführung der Domain .pw unter den neuen Vergabekriterien – die sogenannte Landrush Phase – sollte am 18. März 2013 beginnen.
Tatsächlich gestartet ist .pw unter den neuen Bedingungen am 25. März desselben Jahres. Innerhalb der ersten drei Wochen nach der weltweiten Freigabe der Top-Level-Domain wurden insgesamt 50.000 Domains registriert. Im August 2013 hat die Vergabestelle außerdem für .pw als erste Top-Level-Domain das neue Schlichtungsverfahren URS (Uniform Rapid Suspension) der ICANN implementiert, das eine schnelle Entscheidung über Konflikte herbeiführen soll.